# Collège de l'Archevêque Fonseca
Le Collège Majeur de Santiago el Zebedeo, plus connu sous le nom de Collège de l'Archevêque Fonseca ou Colegio Mayor de l'Archevêque Fonseca (et qui ne doit pas être confondu avec le Collège de l'Archevêque Fonseca de Saint-Jacques-de-Compostelle), fut l'un des quatre Collèges Majeurs de Salamanque. Il a été fondé en 1519 par Alonso de Fonseca, archevêque de Saint-Jacques-de-Compostelle, pour que les étudiants galiciens eussent un Collège pour étudier à l'Université de Salamanque.
Le collège de Santiago a été fermé en 1780, dans le cadre de la réforme universitaire du roi Charles III d'Espagne.

## Le bâtiment

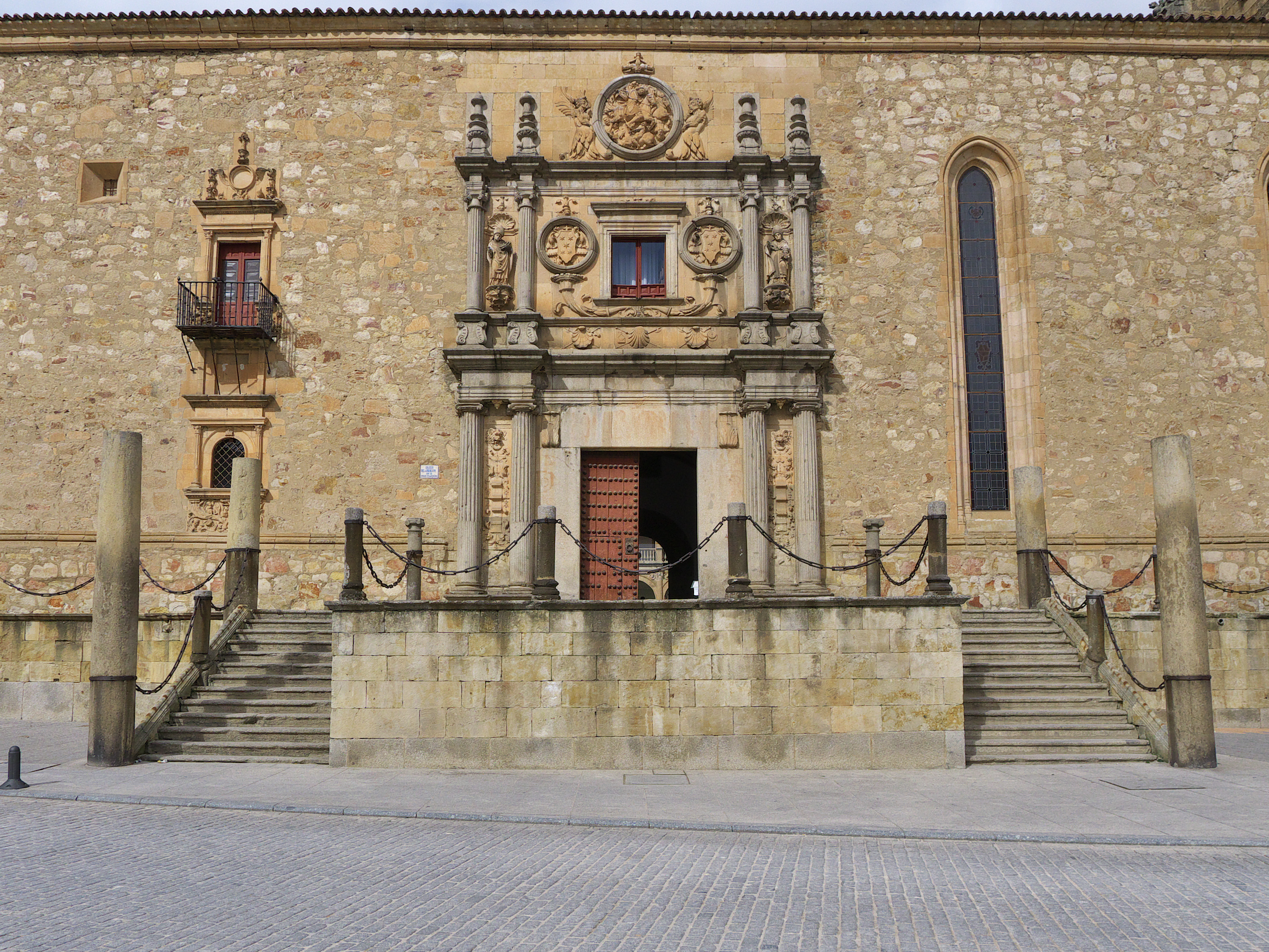
Façade du Collège. Diego de Siloé et Fernán Pérez de Oliva.

Il est l'unique bâtiment des vieux Collèges Majeurs de Salamanque qui a été conservé. Ont participé à sa construction des architectes comme Diego de Siloé, Rodrigo Gil de Hontañón et Juan de Álava. Les travaux se sont achevés en 1578. Il est un bâtiment plateresque, de type conventuel, organisé autour d'un cloître. Il a une façade relativement simple, l'unique décor est sur le portail d'entrée. Il a été déclaré Bien d'Intérêt Culturel en 1931.

### Usages postérieurs
La disparition des Collèges Majeurs en 1798 a conduit le Collège de l'Archevêque Fonseca à être converti en Hôpital Général en 1801. Après divers avatars, pendant lesquels il n'a pas fonctionné longtemps, il a fermé de façon définitive en 1837, puis a été occupé par les irlandais, ce qui lui a aussi valu le surnom de Collège des Irlandais. Le nom de Collège des Irlandais est dû au fait qu'il y avait un Collège de San Patricio, ou des Irlandais, fondé en 1592, à la demande du roi Felipe II, pour héberger les étudiants de ce pays qui venaient à Salamanque à la suite des persécutions anglaises des catholiques de l'Irlande. En 1838, lorsque les irlandais sont revenus à leur collège après la Guerre d'Indépendance espagnole, ils l'ont trouvé détruit (les français avaient détruit beaucoup de bâtiments universitaires et religieux pour faire des fortifications) et le bâtiment leur a été cédé. Ils l'ont occupé jusqu'en 1936.
L'édifice est actuellement utilisé comme résidence universitaire et pour des manifestations culturelles, sous le nom de Collège Archevêque Fonseca. En été se célèbrent dans sa cour les concerts et représentations théâtrales dans le cadre du programme culturel "Les Nuits du Fonseca", dans la programmation culturelle de l'Université et la Mairie. La hospedería est consacrée au Centre de Diplômes de l'Université de Salamanque.

## Élèves
- Gabriel Trejo y Paniagua (1562-1630), jurisconsulte, cardinal et évêque